# José de Villerías y Roelas
José de Villerías y Roelas (29 de mayo de 1695, Ciudad de México -12 de agosto de 1728, Ciudad de México) fue un importante humanista, abogado y traductor novohispano. El único autor hispano del que tenemos noticia escribió parte de su obra en lengua griega.

## Biografía
Según Beristáin nació el año de 1695, debió suceder el 29 de mayo, por su propia acta de nacimiento sabemos que nació en la Ciudad de México y que sus padres se llamaban Joseph Roelas y Lorenza Zabedra.
Es probable que su situación familiar fuese de poca fortuna, por lo menos esto parecen indicar los frecuentes testimonios de pobreza que deja caer a lo largo de su obra. No sabemos nada de sus primeros estudios, las primeras letras debió estudiarlas en alguna de las innumerables escuelas privadas tan comunes en la Colonia. Los estudios de gramática, retórica y poética, 5 años en total, es probable que los haya cursado con los jesuitas en el colegio Máximo de San Pedro y San Pablo. Debió contar entre diez y quince años, es decir entre 1705 y 1710, ningún documento tenemos que avale esto, pero la conjetura es válida pues los jesuitas monopolizaban la enseñanza de la lengua latina en la Colonia. Al terminar dichos estudios Villerías pasó a la Real y Pontificia Universidad a estudiar jurisprudencia. En las aulas no debió ser alumno anónimo pues desde 1714 hasta 1724, año en que se graduó, vemos su nombre en los certámenes y actos literarios de la Ciudad de México.
Siendo aún estudiantes, a los 26 años cumplidos, el 16 de marzo de 1722 Villerías se casó con Nicolasa de la Concepción Machado, natural de Churubusco. Ya casado y ansioso de ascender en la escala social Villerías hizo una red de amistades cuya protección buscó para que lo promocionaran intelectualmente. Dichas amistades las podemos reconstruir a lo largo de sus epigramas, en ellos aparecen nombres de frailes que tenían peso en las Órdenes religiosas de la época. Asimismo, Villerías supo emplear su creciente prestigio en los medios universitarios para acercarse a la corte virreinal. Frecuentemente aparecen en sus obras poemas dedicados a personajes de la corte, especialmente a virreyes y virreinas.
En 1723 terminó los cinco cursos que marcaban el estatuto para recibir el grado de bachiller en Leyes, al recibir el curso Villerías se enfrentó a un periodo de inestabilidad muy común para los criollos de poca fortuna que no optaban por la carrera eclesiástica. Entonces comenzó a tocar puertas y a valerse de sus amistades para lograr el ingreso al aparato administrativo colonial, varios años intentó sin fruto. Buscó también hacer una carrera universitaria como cronista de la universidad, pero nunca se concretó el proyecto. Ignoramos exactamente cuándo, pero es probable que en el año 1726 ingresara como abogado de la Real Audiencia, tal puesto no era relevante pero era un inicio en el mundo burocrático colonial que le proporcionó a Villerías un salario modesto que le permitió continuar con sus aficiones literarias.
No tenemos conocimiento de otro empleo, también ignoramos si tuvo hijos. A muy temprana edad, treinta y tres años, murió. Su partida de defunción aparece en el libro de entierros de la parroquia de Santa Vera Cruz.

## Labor literaria
Tenemos noticia de que los coetáneos de Villerías lo tenían en gran estima, Juan Ignacio de Castorena y Ursúa escribió en 1722 cuando nuestro autor aún vivía, un testimonio que alude a su excelencia poética: Apolo disgustado por la multiplicidad de tanto poeta ramplón decidió acabar con todo “y sólo dejó, por no extinguir a la ilustre prole, al elegante y dulcísimo Villerías”. También José de Eguiara y Eguren en 1746 se refiere a la importancia de Villerías como hombre de cultura en el principio de su tratado Selectae disertationes mexicanae¸cuya causa de dicha obra fue el menosprecio del Deán Martí, quien negaba la existencia de toda vida cultural en el Nuevo Mundo.
En esta reseña Eguiara no duda en colocar el nombre de Villerías a lado de Francisco de Cervantes de Salazar, Bernardo de Balbuena, Juan Ruíz de Alarcón etc. También Eguiara y Eguren en 1754, al defender la Bibliotheca mexicana a los poetas novo hispanos pone como ejemplo de excelencia a Villerías.
Beristáin indica que Villerías pasó la vida siempre entregado a los libros, y que el estudio mismo lo mantuvo siempre enfermizo, asimismo la pobreza fue una constante en su vida, él mismo en el prólogo a la parte española de la Máscara, publicada en 1721, escribe:
Desengáñense los pobres, que siempre me he reído de los que piensan que la poesía se hizo para ellos; antes bien, yo presumo (y en mí lo experimento) que no habrá pobre que haga un verso bueno.  Animo desahogado, ocio tranquilo, pensamiento libre, sosiego oportuno, son los que hacen buenos poetas.
La Gaceta de México de septiembre de 1728, al dar la noticia de su muerte, recalcó a modo de epitafio la opinión que sus contemporáneos tenían de él:
Conocido por su gran literatura, versadísimo en varios idiomas, particularmente en griego, insigne poeta latino y castellano.

### Obra
La obra de Villerías escrita en su corto tiempo de vida, resalta tanto por su contenido como por su forma, como una de las más significativas del siglo XVIII novohispano. Pocos son los escritos que Villerías pudo llevar en vida a las prensas: La Máscara en 1721; el Llanto de las estrellas sobre el ocaso del sol de 1725 y el escudo triunfante del Carmelo en 1728.
Toda su obra restante quedó en tres tomos de su mano escritos, que pasaron al acervo de la biblioteca del Colegio de San Pedro y San Pablo de los jesuitas, de ahí tras el exilio de estos en 1767, pasaron a la biblioteca de la Real y Pontificia Universidad de México, cuando fue clausurada esta en 1865 su biblioteca pasó a formar parte del acervo que dio origen a la Biblioteca Nacional de México.
La producción poética latina consta de un poema titulado Guadalupe, escrito en 1724, se compone de cuatro libros y un total de 1755 hexámetros; la versificación en hexámetros latinos del Cantar de Cantares, a partir del texto latino de la Vulgata; Víctor escrito en 1721 y varias elegías entre las que resalta la dedicada en 1725 a la muerte del rey Luis I. También hizo traducciones del griego al latín de un tratado sobre dialectos griegos, de diversos epigramas griegos, tanto de la época clásica como de la Antología palatina reunidos bajo el título de Graecorum poetarum poematia aliquot latina facta. De su autoría es una miscelánea que consta dos capítulos, el primero se titula Unde, quando et quomodo hulusce Americae incolae propagari fuerint y el segundo De Basilisco.
La producción castellana es la única que llegó a las prensas. Publicó la Máscara en 1721, donde combina el verso castellano con el latino describiendo a manera burlona como la Universidad celebró la toma de posición de la cátedra de teología de José de las Heras. En 1725 publicó la descripción de los funerales que se organizó en la Nueva España a la muerte de Luis I, titulado el Llanto de las estrellas sobre el ocaso del sol reúne las exequias que José Cárdenas escribió para la Pira de la catedral metropolitana; su última publicación Escudo triunfante del Carmelo se imprimió en 1728, poco después de la muerte de Villerías, la obra es la versificación en octavas reales de un trabajo homónimo del carmelita madrileño fray Gabriel Cerrada.

### Víctor
Víctor es la primera obra importante de Villerías, o por lo menos de la que tenemos noticia, es también la primera impresa únicamente de su autoría, pues anteriormente solo había publicado pequeños epigramas en libros ajenos o en publicaciones colectivas de certámenes literarios. En el prólogo el autor pide por adelantado disculpas por los posibles errores de la obra pues asegura “aún todavía tengo edad de discípulo”, sin embargo, si lo comparamos con sus contemporáneos, a los 25 años ya habían escrito obras significativas. Víctor primeramente fue una obra escrita en latín, de 300 versos a petición del catedrático José de las Heras, es probable que la haya escrito en dicha lengua no solo por petición sino por el dominio que tenía de esta. Posteriormente realiza una traducción poco literal en castellano. La obra se divide en dos partes, la primera consta propiamente de La Máscara y la segunda de Víctor, donde describe la pompa triunfal. El poema tiene la estructura del poema épico, inicia con la invocación -los primeros 15 hexámetros y las primeras 4 octavas -; en la versión latina de la primera parte (La Máscara) parodia el inicio de las Metamorfosis de Ovidio, comienzo apropiado en torno a las mutaciones corporales, después satiriza los diferentes aspectos de la vida y las diversas actividades novohispanas, inicia parodiando el poema Soledades de Góngora, describe la agitación del vulgo novohispano.
En la versión castellana alude a Virgilio y aclara el porqué de su traducción "Yo aquel, que, hecho un Virgilio con sotana, aún no siendo poeta, me hice Vate, y en latín escribí la otra semana, porque no me entendieron los Orates“.

### El llanto de las estrellas al ocaso del sol
Tras la muerte de Luis I de España, los actos luctuosos empezaron en la corte virreinal de Nueva España por lo que los Comisarios Gerónimo de Soria y Pedro Malo de Villavicencio contrataron a Francisco Martínez para realizar las pinturas y para idear el tema de la pira a Francisco Xavier de Cárdenas quien convirtió la pira en un remedo del universo, esta idea astral fue sintetizada por José de Villerías en el barroco título Llanto de las estrellas al ocaso del sol anochecido el creciente. Los espectadores novohispanos se encontraban inmersos en un espacio cuyos ejes ideológicos eran que los astros no solo tienen inteligencia sino también sentimientos; que la función del sol en el universo es semejante a la del rey en la sociedad. El tema astral en la Nueva España pertenece a una rica tradición de las doctrinas platónicas y herméticas expresadas a lo largo de la literatura novohispana.
Villerías contaba con veintiocho años cuando recogió los escritos para el túmulo de Luis I, cuatro están escritos en dísticos elegiacos y veintiuno en diversos metros castellanos, todos explican las pinturas que bajo los símbolos de las constelaciones y los planetas alegorizan a Luis I.

## El helenismo de José de Villerías
Una de las partes más significativas de la obra de Villerías es la helenística pues es el único autor novohispano del que tenemos noticia que escribió en griego. Villerías se acercó a las letras griegas por dos caminos, por la propia producciónen este idioma y por la traducción al latín de textos griegos. Los originales griegos de Villerías adoptan las estructuras poéticas del epigrama, su estrofa es el dístico. En total son nueve epigramas, todos muy breves en total 30 versos de los 9 epigramas. Sus traducciones griegas al latín son mucho más abundantes, traduce tanto epigramas griegos como una obra filológica en prosa; los epigramas traducidos son veintidós de diferentes autores, en total los versos traducidos son ochenta y nueve que corresponden a otros ochenta y nueve versos latinos. La obra en prosa es la traducción latina de un manual de dialectos griegos. Los epigramas son de diversas temáticas, todos en conjunto reflejan las preocupaciones del autor.